# Борельо, Хосе
Хосе́ Боре́льо (исп. José Borello; 24 ноября 1929, Баррио-Мендоса, Баия-Бланка — 14 октября 2013) — аргентинский футболист, нападающий.

## Карьера
Хосе Борельо родился 24 ноября 1929 в городке Баррио Мендоса, что в провинции Байа-Бланка. В 1941 году Борельо участвовал в детском турнире, организованным Детским клубом Тихоокеанского региона; в финале, в котором его команда выиграла 3:1, а Борельо забил один мяч, его заметил Карлос де Паулис, скаут клуба «Олимпо», предложивший Борельо играть в молодёжной команде клуба. В 1944 году Борельо дебютировал в основе «Олимпо», сразу забив мяч, а его команда победила 3:2. Самым ярким матчем в составе «Олимпо» для Борельо является матч против любительской команды Пуан в Лиге Сур, матч закончился со счетом 16:1, а 9 мячей забил Борельо. Всего же в составе «Олимпо» Борельо забил 90 мячей в 160-ти матчах. В 1949 году игрой Борельо заинтересовались «большие» аргентинские команды, «Эстудиантес» хотел приобрести нападающего и получил его, правда, ненадолго, как и «Платенсе», в котором Борельо выступал всего лишь 3 месяца. Затем Борельо, не приспособившись к игре в аргентинском первенстве, вернулся в «Олимпо», в котором выступал до 1951 года.
В 1951 году Борельо перешёл в клуб «Бока Хуниорс». В первый год в клубе Борельо выходил на поле редко, но при своих выходах почти всегда отличался, забив за семь встреч 6 голов. В 1952 году Борельо провёл 15 матчей и забил 7 мячей. В 1953 году Борельо перешёл на правах аренды в клуб «Чакарита Хуниорс», там за 8 проведённых встреч Борельо голов не забил. Борельо вернулся на Бомбонеру в 1954-м, там тренер Эрнесто Ладзатти и тренер по физической подготовке Пабло Арандола помогли Борельо вернуть уверенность в своих силах, он вышел на поле в игре с клубом «Велес Сарсфилд» и забил победный мяч, а всего в чемпионате забил 19 мячей, став лучшим снайпером турнира и чемпионом Аргентины в составе клуба. Борельо выступал за «Боку» до 1959 года, последнюю свою игру он провёл в октябре 1958 с «Велес Сарсфилд», «Бока» в том матче проиграла 0:1.
Уйдя из «Бокуинты», Борельо перешёл в клуб «Ланус», но задержался там ненадолго и уехал в Чили, где завершил спортивную карьеру в местных командах.

## Достижения
Командные
- Чемпион Аргентины (1): 1954
- Чемпион Южной Америки (1): 1955

Личные
- Лучший бомбардир чемпионата Аргентины: 1954 (19 голов)